# Diego Puyo
Diego Puyo (Alcañiz, 20 augustus 1984) is een Spaans autocoureur.

## Carrière
Puyo begon zijn autosportcarrière in het karting, voordat hij in 2001 zijn debuut maakte in de Formule 3 in het Spaanse Formule 3-kampioenschap. Hij wist echter niet te overtuigen in acht races binnen twee jaar en stapte in 2003 over naar de Italiaanse Formule Renault, waarbij hij zes punten scoorde in acht races.
Puyo startte hierna niet meer in kampioenschappen tot 2007, toen hij overstapte naar de touring cars in de Spaanse Seat Leon Supercopa, waar hij als tiende in het kampioenschap eindigde. In 2008 stapte hij over naar de nieuwe Seat Leon Eurocup, waarbij hij achtste in het kampioenschap werd. In 2009 bleef hij in de Eurocup rijden en was de topscorer in het raceweekend op het Automotodrom Brno, waardoor hij in het daaropvolgende weekend op het Circuito da Boavista zijn debuut mocht maken in het World Touring Car Championship voor het team SUNRED Engineering. Hij eindigde de races als zestiende en veertiende, waardoor hij puntloos bleef. Hij eindigde uiteindelijk achter Norbert Michelisz, Massimiliano Pedalà, Fredy Barth en Tim Coronel als vijfde in de Eurocup. In 2010 nam hij deel aan vier van de zes raceweekenden in de Eurocup, waar hij met twee podiumplaatsen tiende werd.